# Hymenomima sinuosaria
Hymenomima sinuosaria är en fjärilsart som beskrevs av Jones 1921. Hymenomima sinuosaria ingår i släktet Hymenomima och familjen mätare. Inga underarter finns listade i Catalogue of Life.